# Comisión Nacional Bancaria y de Valores
La Comisión Nacional Bancaria y de Valores ( sigla CNBV ) es un órgano desconcentrado de la Secretaría de Hacienda y Crédito Público (SHCP) de México, con autonomía técnica y facultades ejecutivas sobre el sistema financiero mexicano. Su función principal es supervisar y regular a las entidades que conforman el sistema financiero mexicano a fin de garantizar su estabilidad y correcto funcionamiento, y para mantener y fomentar el sano y equilibrado desarrollo del sistema financiero en su conjunto, en protección de los intereses del público.

## Historia y evolución
La necesidad de un organismo regulador de la institución financiera mexicana que vino junto con la creación del sistema financiero mexicano en el siglo XIX. La primera respuesta a esta necesidad se refleja en la Ley General de Instituciones de Crédito, que le dio a la SHCP la responsabilidad de supervisión del sistema de crédito en México.
La SHCP nombrados auditores de cada banco para los efectos de vigilancia; sin embargo, esto creó un ambiente de irresponsabilidad e ineficiencia que llevó en 1889 para la creación de la denominada Sección de control dentro de la SHCP, que centralizó las funciones de vigilancia e intervención. Cinco años más tarde, la Sección de Supervisión se convertiría en un organismo independiente de la SHCP con el nombre de inspector general de Instituciones y Compañías de Seguros; se cambió el nombre del Regulador y de la Comisión de Inspección de las entidades de Crédito en 1915.
Finalmente, la Comisión Nacional Bancaria (CNB) nació el 24 de diciembre de 1924, como el único guardián de Mexicana de instituciones bancarias, con la plena operatividad de la libertad y la independencia de la SHCP.
Debido a la evolución de las operaciones del sector financiero en México, durante la década de 1950 la reforma a la Ley Federal de Instituciones de Finanzas estableció la obligación de la CNB para inspeccionar y vigilar el fiador empresas, después de que la CNB se convirtió en la Comisión Nacional Bancaria y de Seguros.
La CNBS se escindió por decreto del 3 de enero de 1990, en Comisión Nacional Bancaria y en Comisión Nacional de Seguros y Finanzas, esta última inicia operaciones el 3 de octubre de 1990.  (Reforma a la Ley Reglamentaria del Servicio Público de Banca y Crédito).
El 16 de abril de 1946, en el Boletín Oficial se anunció la creación de la Comisión Nacional de Valores (la Comisión Nacional de Valores)(CNV) como un organismo autónomo, cuya función principal es aprobar la oferta de valores en el marco jurídico Mexicano y de la aprobación o veto de la inscripción a las bolsas de valores y los valores para la oferta pública de negociado de títulos nominativos. Esto llevaría a la creación de la Ley del Mercado de Valores en 1975.
Gracias a la Ley de Mercado de Valores (Ley del Mercado de valores), un mayor orden en el mercado de valores se logra a través de la aplicación de auditoría y generación de nuevas regulaciones. La LMV dio más eficiente el mercado y la simplicidad, especialmente en el control de la oferta, la demanda y las operaciones; también permitió una mayor seguridad, la rapidez de las transacciones, la regulación de las actividades de los intermediarios y, finalmente, la creación del Instituto para el Depósito de Valores (Instituto para el Depósito de Valores) ( Individual ) (oficialmente SD Individuales, SA de CV).
Entre 2008 y 2009, la CNBV inició un proceso de reestructuración interna, que aprueba el Reglamento Interior de la CNBV publicado en la Gaceta Oficial el 12 de agosto de 2009. En la actualidad, la supervisión es la función principal de la CNBV; monitoriza la formación y de las transacciones financieras llevadas a cabo por grupos financieros, combate a la delincuencia organizada, fortaleciendo las medidas para garantizar que las instituciones financieras implementar mecanismos preventivos de control y auditoría que verifica el cumplimiento con los requisitos legales y administrativos, simplifica los requisitos de información de la banca Mexicana, y se investigan las violaciones de los reglamentos.

## Presidentes
| N.º     | Presidente                   | Periodo                                           |
| ------- | ---------------------------- | ------------------------------------------------- |
| 1.º     | Eduardo Fernández García     | 1 de mayo de 1995 - 30 de noviembre de 2000       |
| 2.º     | Jonathan Davis Arzac         | 2 de diciembre de 2000 - 30 de noviembre de 2006  |
| 3.º     | Roberto del Cueto Legaspi    | 3 de diciembre de 2006 - 4 de julio de 2007       |
| 4.º     | Guillermo Babatz Torres      | 4 de julio de 2007 - 14 de diciembre de 2012      |
| 5.º     | Jaime González Aguadé        | 14 de diciembre de 2012 - 18 de diciembre de 2017 |
| 6.º     | Bernardo González Rosas      | 11 de febrero de 2018 - 30 de noviembre de 2018   |
| 7.º     | Adalberto Palma Gómez        | 1 de diciembre de 2018 - 3 de marzo de 2020       |
| 8.º     | Juan Pablo Graf Noriega      | 3 de marzo de 2020 - 28 de marzo de 2021          |
| 9.º     | Jesús de la Fuente Rodríguez | 28 de marzo de 2021 - En el cargo                 |
| Fuente: |                              |                                                   |